# باگنوکس-لا-فوس
باگنوکس-لا-فوس (به فرانسوی: Bagneux-la-Fosse) یک کمون (فرانسه) در فرانسه است که در اوب واقع شده‌است. باگنوکس-لا-فوس ۲۲٫۹۳ کیلومتر مربع مساحت دارد ۲۲۵ متر بالاتر از سطح دریا واقع شده‌است.